# Låktatjåkka (berg)
De Låktatjåkka is een berg in het noorden van Zweden. De berg is 1405 meter hoog. De berg ligt in de gemeente Kiruna minder dan 10 km ten westen van het Torneträsk, minder dan 15 km ten oosten van de de grens met Noorwegen en ten zuiden van de Europese weg 10. De Spoorlijn Luleå - Narvik of Ertsspoorlijn voert langs de berg.